# Leo Hallerstam
Leo Hallerstam (født 26. juli 1986 i Stockholm) er en svensk skuespiller. Han har dubbet flere film og tegnefilm og har lagt stemme til Søren Brun. Leo er søn af skuespilleren Staffan Hallerstam. Han spillede rollen som en urolige teenager i filmen Fröken Sverige fra 2004. Han har også spillet rollen som en autistisk dreng i den svenske tv-film Beck – Pojken i glaskulan fra 2002.

## Filmografi
- Fröken Sverige som Jens
- Beck – Pojken i glaskulan – Som Jack Svensson

## Dubbinger
- Harry Potter – Som Fred og George Weasley
- Drengen og Jernkæmpen – Som Hogarth Hughes
- Mary Poppins – Som Michael Banks
- Radiserne – Som Søren Brun
- Frikvarter – Som Mikey Blumberg
- Total Drama Island – Som Duncan